# William Butler

William Pierce Butler (6 de outubro de 1982) é um multi-instrumentista, irmão do vocalista dos Arcade Fire, Win Butler. Cresceu no Texas. William toca baixo, percussão e guitarra, sendo conhecido pela sua espontaneidade durante os shows . Foi membro dos Arcade Fire entre 2003 e 2021.
Casou-se em 2008, com a dançarina Jenny Shore.
Em 2013, junto de Owen Palett, compôs a trilha sonora do filme "Her", de Spike Jonze, pela qual foi indicado ao Oscar.